# دریای پچورا

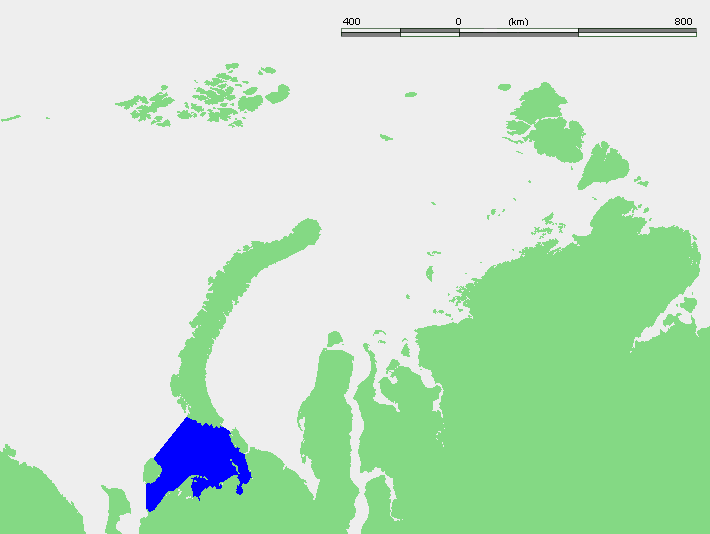
مکان دریای پچورا

دریای پچورا (به روسی: Печо́рское мо́ре یا Pechorskoye More یا Pečora) دریایی در اقیانوس منجمد شمالی است که در شمال بخش اروپایی روسیه بین جزیرهٔ کولگویف در غرب، شبه‌جزیره یوگورسکی در شرق و نوایا زملیا در شمال آن واقع شده‌است. دریای پچورا در اصل بخشی از دریای بارنتز است که به سمت جنوب‌شرقی گسترش یافته و عمقی بین ۶ تا ۲۱۰ متر دارد. در بخش جنوبی این دریا جریان روبه‌شرق کولگویف و ادامه‌اش نووایا زملیا در حرکت است که جریان روبه‌داخل رود پچورا آن را قطع می‌کند. همچنین این دریا در فاصلهٔ ماه‌های نوامبر تا ژوئن به‌وسیلهٔ یخ‌های شناور مسدود می‌شود.
مهمترین بندر دریای پچورا بندر ناریان مار در رود پچوراست که یکی از مهم‌ترین صادرکنندگان الوار به‌شمار می‌رود.